# Друга корьо-киданська війна
Друга корьо-киданська війна — військовий конфлікт XI століття між королівством Корьо і киданськими силами на території біля сучасного кордону Китаю і КНДР. Корьо-киданські війни почалися в 993 році першою кампанією і завершилися в 1019 році третьою кампанією.

## Передумови
Передбачаючи можливу агресію з боку киданів, король Сонджон наказав розмістити на березі річки Ялуцзян військові частини, відомі як «Шість гарнізонів». Між річками Чхончхонган і Ялуцзян були побудовані масивні оборонні споруди. Зараз ці місця займають населені пункти Ийджу, Йончхон, Сончхон, Чхольсан, Кусон і Кваксан. Після того, як було закінчено будівництво споруд, Корьо відновив дипломатичні відносини з сунським Китаєм. В Ляо всі ці дії були сприйняті із занепокоєнням. Імператор киданів зажадав віддати землі, зайняті поселеннями шести гарнізонів імперії Ляо. Король Сонджон відмовився зробити це таким чином максимально загостривши і до того непрості відносини між Корьо і імперією киданів.

## Початок війни
Повстання Кана Чхо в Кесоні дало можливість імператору Ляо ввести війська в Корьо під приводом помсти за вбивство короля Мокчона. Взимку 1010 року киданська армія чисельністю 400 тисяч воїнів під керівництвом імператора форсувала замерзлу річку Ялуцзян на кордоні з Корьо. Генерал Кан успішно відбив першу атаку, зміцнившись на оборонних рубежах навколо гарнізону Сончхона. Оговтавшись, киданська армія перегрупувалась і завдала другий удар, цього разу успішніший. Їм вдалося полонити генерала Кана. Його стратили після того, як він відмовився надати знак поваги киданському імператору.
Киданська армія легко захопила сунчхунський гарнізон і гарнізон Кваксана, значно просунувшись в бік Пхеньяна. Армія Корьо ціною великих втрат змогла відстояти місто. Коли звістку про смерть Кана Чхо досягли королівського двору, в керівництві Корьо виникло сум'яття. Королівські радники наполягали на капітуляції. Після консультації з військовими радниками король Хенджон втік разом з двором в південне портове місто Наджу.

## Переговори
Кидані продовжували просуватися вперед і захопили столицю країни, Кесон. Місто було зруйновано і розграбовано. Хенджон спробував запропонувати мир киданям. Кидані погодилися вивести війська з Корьо на наступних умовах: території шести гарнізонів повинні перейти під контроль киданської імперії Ляо, а король Хенджон повинен був приїхати в столицю Ляо зі знаками покори киданському імператору. Насправді це означало, що Корьо мав стати васалом імперії Ляо. Хенджон відмовився виконати умови киданів.

## Результат
Незважаючи на військові успіхи, вторгнення киданів не принесло їм особливих плодів. Просунувшись углиб Корьо, киданський імператор і його війська виявилися ще більш залежні від ліній постачання з Ляо. Побоюючись бути відрізаним від свого тилу, імператор киданів вирішив відвести свої війська. Загони армії Корьо атакували киданів безупинно під час відступу, що призвело до загибелі близько 20-30 тисяч солдатів киданської армії.